# Bicicleta de Oro
La Bicicleta de Oro (en francés: Vélo d'Or) es un galardón con el que la revista francesa especializada en ciclismo Vélo Magazine, miembro del grupo L'Équipe, reconoce y premia cada año a los que considera mejores ciclistas de la temporada a través un jurado conformado de periodistas de más de 20 países.
Es considerado el premio ciclista más prestigioso, comparable en este deporte al Balón de Oro que se otorga cada año al mejor futbolista del mundo. 

## Historia
Instituido en 1992, y hasta 2021, se otorgaba anualmente un único galardón, al que optaban conjuntamente hombres y mujeres en la disciplina de ciclismo en ruta, lo que propició que hasta entonces en ninguna edición hubiera una mujer entre los tres primeros puestos que se daban a conocer. Con motivo de ello, y acompañado del auge y de la profesionalización del ciclismo femenino en los últimos años, en 2022 se inauguró un premio específico para la categoría, resultando la Bicicleta de Oro masculina y femenina —Vélo d'Or hommes et femmes—.
Paralelamente, también desde 1992 y hasta 2022, como parte de la repartición de premios, se otorgaba la Bicicleta de Oro francesa —Vélo d'Or français— al mejor ciclista natal, sin distinción de género, de cualquier disciplina. Este galardón sufrió para el año 2023 una dicotomía, creándose dos nuevos premios, también sin género: el Trofeo Bernard Hinault —le trophée Bernard Hinault— que designa al mejor ciclista de ruta francés del año; y el Trofeo Daniel Morelon — le trophée Daniel Morelon—, reservado al mejor deportista francés del resto de las disciplinas olímpicas: pista, mountain bike y BMX. 
Tras los reajustes realizados en 2022 y 2023, se introdujo en este último año un nuevo premio, el Trofeo Eddy Merckx —trophée Eddy Merckx—, que destaca al mejor corredor y corredora de clásicas de la temporada.
La primera ceremonia oficial del Vélo d'Or tuvo lugar el martes 24 de octubre en el Pabellón Gabriel de París, en presencia de Eddy Merckx y Bernard Hinault, que otorgaron a los ganadores sus respectivos premios homónimos y recibieron la Bicicleta de Oro honorifica —Vélo d'Or d'honneur— por su trayectoria profesional.

### Premios
En el programa actual de la velada se reparten cuatro (4) galardones a la temporada; dos (2) trofeos principales y universales: 
- Bicicleta de Oro masculina y femenina: destaca al mejor ciclista.

- Trofeo Eddy Merckx masculino y femenino: reconoce a los mejores clasicómanos.

Y dos (2) trofeos reservados exclusivamente para nacionales franceses, sin género:
Nota: ver Bicicleta de Oro francesa.
- Trofeo Bernard Hinault: designa al mejor corredor de ruta.

- Trofeo Daniel Morelon: dedicado al mejor deportista del resto de disciplinas olímpicas —pista, mountain bike y BMX—.

## Historial masculino
| Categoría masculina | Categoría masculina | Categoría masculina | Categoría masculina  | Categoría masculina | Categoría masculina  | Categoría masculina |
|                     | Primero             |                     | Segundo              |                     | Tercero              |                     |
| ------------------- | ------------------- | ------------------- | -------------------- | ------------------- | -------------------- | ------------------- |
| 1992                | Miguel Induráin     |                     | Tony Rominger        |                     | Claudio Chiappucci   |                     |
| 1993                | Miguel Induráin     |                     | Maurizio Fondriest   |                     | Tony Rominger        |                     |
| 1994                | Tony Rominger       |                     | Miguel Induráin      |                     | Eugeni Berzin        |                     |
| 1995                | Laurent Jalabert    |                     | Miguel Induráin      |                     | Abraham Olano        |                     |
| 1996                | Johan Museeuw       | 80                  | Bjarne Riis          | 69                  | Alex Zülle           | 42                  |
| 1997                | Jan Ullrich         |                     | Laurent Jalabert     |                     | Marco Pantani        |                     |
| 1998                | Marco Pantani       |                     | Michele Bartoli      |                     | Lance Armstrong      |                     |
| 1999                | Lance Armstrong     |                     | Jan Ullrich          |                     | Andrei Tchmil        |                     |
| 2000                | Lance Armstrong     |                     | Erik Zabel           |                     | Jan Ullrich          |                     |
| 2001                | Lance Armstrong     | 77                  | Erik Zabel           | 61                  | Erik Dekker          | 47                  |
| 2002                | Mario Cipollini     | 82                  | Lance Armstrong      | 68                  | Paolo Bettini        | 24                  |
| 2003                | Lance Armstrong     | 69                  | Paolo Bettini        | 52                  | Alexandre Vinokourov | 27                  |
| 2004                | Lance Armstrong     |                     | Damiano Cunego       |                     | Óscar Freire         |                     |
| 2005                | Tom Boonen          | 84                  | Lance Armstrong      | 65                  | Danilo Di Luca       | 35                  |
| 2006                | Paolo Bettini       | 68                  | Alejandro Valverde   |                     | Fabian Cancellara    |                     |
| 2007                | Alberto Contador    |                     | Fabian Cancellara    | -1                  | Paolo Bettini        | -2                  |
| 2008                | Alberto Contador    | 72                  | Fabian Cancellara    | 47                  | Carlos Sastre        | 36                  |
| 2009                | Alberto Contador    | 69                  | Mark Cavendish       | 49                  | Fabian Cancellara    | 32                  |
| 2010                | Fabian Cancellara   | 63                  | Alberto Contador     | 42                  | Andy Schleck         | 34                  |
| 2011                | Philippe Gilbert    | 89                  | Cadel Evans          | 73                  | Mark Cavendish       | 54                  |
| 2012                | Bradley Wiggins     | 64                  | Tom Boonen           | 40                  | Joaquim Rodríguez    | 34                  |
| 2013                | Chris Froome        |                     | Vincenzo Nibali      |                     | Peter Sagan          |                     |
| 2014                | Alberto Contador    | 66                  | Vincenzo Nibali      | 58                  | Alejandro Valverde   | 38                  |
| 2015                | Chris Froome        |                     | Peter Sagan          |                     | Fabio Aru            |                     |
| 2016                | Peter Sagan         | 86                  | Chris Froome         | 70                  | Nairo Quintana       | 43                  |
| 2017                | Chris Froome        |                     | Tom Dumoulin         |                     | Peter Sagan          |                     |
| 2018                | Alejandro Valverde  |                     | Geraint Thomas       |                     | Julian Alaphilippe   |                     |
| 2019                | Julian Alaphilippe  | 74                  | Egan Bernal          | 68                  | Primož Roglič        | 56                  |
| 2020                | Primož Roglič       | 83                  | Tadej Pogačar        | 57                  | Wout van Aert        | 53                  |
| 2021                | Tadej Pogačar       |                     | Primož Roglič        |                     | Wout van Aert        |                     |
| 2022                | Remco Evenepoel     | 139                 | Wout van Aert        | 88                  | Tadej Pogačar        | 84                  |
| 2023                | Jonas Vingegaard    | 142                 | Mathieu van der Poel | 133                 | Tadej Pogačar        | 126                 |
| 2024                | Tadej Pogačar       | 205                 | Remco Evenepoel      | 151                 | Mathieu van der Poel | 110                 |

### Trofeo mejor joven
| Mejor corredor joven | Mejor corredor joven | Mejor corredor joven | Mejor corredor joven | Mejor corredor joven | Mejor corredor joven | Mejor corredor joven |
|                      | Primero              |                      | Segundo              |                      | Tercero              |                      |
| -------------------- | -------------------- | -------------------- | -------------------- | -------------------- | -------------------- | -------------------- |
| 2010                 | Andy Schleck         | 55                   | Vincenzo Nibali      | 44                   | Mark Cavendish       | 40                   |
| 2011                 | Peter Sagan          | 74                   | Edvald Boasson Hagen | 73                   | Matthew Goss         |                      |
| 2012                 | Peter Sagan          |                      | John Degenkolb       |                      | Tejay van Garderen   |                      |
| 2013                 | Nairo Quintana       |                      | Peter Sagan          |                      | Marcel Kittel        |                      |

### Trofeo Eddy Merckx
| Mejor corredor de clásicas masculino | Mejor corredor de clásicas masculino | Mejor corredor de clásicas masculino | Mejor corredor de clásicas masculino | Mejor corredor de clásicas masculino | Mejor corredor de clásicas masculino | Mejor corredor de clásicas masculino |
|                                      | Primero                              |                                      | Segundo                              |                                      | Tercero                              |                                      |
| ------------------------------------ | ------------------------------------ | ------------------------------------ | ------------------------------------ | ------------------------------------ | ------------------------------------ | ------------------------------------ |
| 2023                                 | Mathieu van der Poel                 | 154                                  | Tadej Pogačar                        | 140                                  | Remco Evenepoel                      | 96                                   |
| 2024                                 | Tadej Pogačar                        | 186                                  | Mathieu van der Poel                 | 175                                  | Jasper Philipsen                     | 110                                  |

### Estadísticas
Nota: Anexo:Estadísticas de la Bicicleta de Oro para visualizar los datos completos y  ver otras estadísticas.

#### Palmarés
Nota: en negrita ediciones ganadas.
| Ciclista           | 1.º | 2.º | 3.º | Años galardonado             |
| ------------------ | --- | --- | --- | ---------------------------- |
| Alberto Contador   | 4   | 1   | -   | 2007, 2008, 2009, 2010, 2012 |
| Chris Froome       | 3   | 1   | -   | 2013, 2015, 2016, 2017       |
| Miguel Indurain    | 2   | 2   | -   | 1992, 1993, 1994, 1995       |
| Tadej Pogačar      | 2   | 1   | 2   | 2020, 2021, 2022, 2023, 2024 |
| Fabian Cancellara  | 1   | 2   | 2   | 2006, 2007, 2008, 2009, 2010 |
| Peter Sagan        | 1   | 1   | 2   | 2013, 2015, 2016, 2017, 2023 |
| Tony Rominger      | 1   | 1   | 1   | 1992, 1993, 1994             |
| Jan Ullrich        | 1   | 1   | 1   | 1997, 1999, 2000             |
| Paolo Bettini      | 1   | 1   | 1   | 2003, 2006, 2007             |
| Alejandro Valverde | 1   | 1   | 1   | 2006, 2014, 2018             |
| Primož Roglič      | 1   | 1   | 1   | 2019, 2020, 2021             |

#### Victorias por países
| País         | Victorias | 2.º lugar | 3.º lugar | Total | Último vencedor            |
| ------------ | --------- | --------- | --------- | ----- | -------------------------- |
| España       | 7 (3)     | 4         | 5         | 16    | Alejandro Valverde en 2018 |
| Reino Unido  | 4 (2)     | 3         | 1         | 8     | Chris Froome en 2017       |
| Bélgica      | 4 (4)     | 2         | 4         | 10    | Remco Evenepoel en 2022    |
| Italia       | 3 (3)     | 6         | 6         | 15    | Paolo Bettini en 2006      |
| Eslovenia    | 3 (2)     | 2         | 3         | 8     | Tadej Pogačar en 2024      |
| Suiza        | 2 (2)     | 3         | 4         | 9     | Fabian Cancellara en 2010  |
| Francia      | 2 (2)     | 1         | 1         | 4     | Julian Alaphilippe en 2019 |
| Alemania     | 1 (1)     | 3         | 1         | 5     | Jan Ullrich en 1997        |
| Eslovaquia   | 1 (1)     | 1         | 2         | 4     | Peter Sagan en 2016        |
| Dinamarca    | 1 (1)     | 1         | -         | 2     | Jonas Vingegaard en 2023   |
| Países Bajos | -         | 3         | 1         | 4     | -                          |
| Colombia     | -         | 1         | 1         | 2     | -                          |
| Australia    | -         | 1         | -         | 1     | -                          |
| Rusia        | -         | -         | 1         | 1     | -                          |
| Kazajistán   | -         | -         | 1         | 1     | -                          |
| Luxemburgo   | -         | -         | 1         | 1     | -                          |

## Historial femenino
| Categoría femenina | Categoría femenina   | Categoría femenina | Categoría femenina | Categoría femenina | Categoría femenina                          | Categoría femenina |
|                    | Primero              |                    | Segundo            |                    | Tercero                                     |                    |
| ------------------ | -------------------- | ------------------ | ------------------ | ------------------ | ------------------------------------------- | ------------------ |
| 2022               | Annemiek van Vleuten | 145                | Lotte Kopecky      | 69                 | Pauline Ferrand-Prévot Elisa Longo Borghini | 48                 |
| 2023               | Demi Vollering       | 171                | Lotte Kopecky      | 139                | Annemiek van Vleuten                        | 99                 |
| 2024               | Lotte Kopecky        | 186                | Demi Vollering     | 131                | Kataryna Niewiadoma                         | 101                |

### Trofeo Eddy Merckx femenino
| Mejor corredora de clásicas femenino | Mejor corredora de clásicas femenino | Mejor corredora de clásicas femenino | Mejor corredora de clásicas femenino | Mejor corredora de clásicas femenino | Mejor corredora de clásicas femenino | Mejor corredora de clásicas femenino |
|                                      | Primero                              |                                      | Segundo                              |                                      | Tercero                              |                                      |
| ------------------------------------ | ------------------------------------ | ------------------------------------ | ------------------------------------ | ------------------------------------ | ------------------------------------ | ------------------------------------ |
| 2023                                 | Lotte Kopecky                        | 148                                  | Demi Vollering                       | 146                                  | Alison Jackson                       | 90                                   |
| 2024                                 | Lotte Kopecky                        | 200                                  | Elisa Longo Borghini                 | 147                                  | Marianne Vos                         | 120                                  |

## Trofeos adicionales

### Trofeo Chris Hoy
El Trofeo Chris Hoy se otorga al mejor ciclista entre las distintas disciplinas del ciclismo olímpico.
| Trofeo Chris Hoy | Trofeo Chris Hoy |
|                  | Ganador          |
| ---------------- | ---------------- |
| 2024             | Harrie Lavreysen |

### Premio Gino Mäder
El premio Gino Mäder honra el compromiso social de los ciclistas. Lleva el nombre del ciclista Gino Mäder, quien recaudó dinero y habló con frecuencia en apoyo de causas humanitarias y ambientales, antes de fallecer en 2023 después de un accidente en la Vuelta a Suiza. 
| Premio Gino Mader | Premio Gino Mader |
|                   | Ganador           |
| ----------------- | ----------------- |
| 2024              | Luis Ángel Maté   |